# Championnat d'Europe de futsal 2003
Navigation
Russie 2001 Tchéquie 2005
L'Euro de futsal 2003 est la quatrième édition du Championnat d'Europe de futsal, compétition organisée par l'Union des associations européennes de football (UEFA) et rassemblant les meilleures équipes masculines européennes. Il se déroule en Italie du 17 au 24 février 2003.
En novembre 2002, les sélections nationales de 28 pays participent à une phase de qualification, dans le but de désigner les six équipes pouvant prendre part au tournoi final en compagnie de l'Italie, qualifiée d'office en tant que pays organisateur.
À domicile, la sélection italienne remporte ses trois matchs de la phase de groupe avant d'éliminer le tenant du titre espagnol en demi-finale. Écartée de la finale de 2001 aux tirs au but par l'Ukraine, l'Italie prend sa revanche et remporte son premier titre en futsal. Les Ukrainiens perdent leur seconde finale consécutive.
Seul buteur de la finale, l'italo-brésilien Vinícius Bacaro est élu golden player tandis que l'Ukrainien Serhiy Koridze remporte son second titre consécutif de meilleur buteur de la compétition avec, de nouveau, sept réalisations.

## Organisation

### Ville et salle retenue
L'Italie est retenue pour accueillir le quatrième Euro de futsal.
Les villes d'Aversa et Caserte sont choisies. La première n'accueille que la phase de groupe tandis que la seconde est aussi l'hôte de la phase à élimination directe.
La deuxième journée de la phase de groupe se joue dans la seconde salle par rapport aux premiers matchs. La troisième journée est jouée simultanément pour un même groupe dans les deux salles.

### Format de la compétition
Les huit équipes qualifiées sont séparées en deux groupes de quatre, joués en tournoi toutes rondes. Par souci d'équité, les deux matchs de la troisième journée de la phase de groupe sont joués au même moment dans les deux salles.
Les deux premiers de chacun des deux groupes sont qualifiés pour les demi-finales à élimination directe. Les premiers y affrontent les seconds de l'autre groupe.

### Équipes qualifiées
En novembre 2002, 28 sélections nationales de futsal prennent part aux qualifications. Celles-ci sont composées de sept groupes de quatre équipes dont seuls les vainqueurs se joignent au pays hôte qualifié d'office, l'Italie, pour la phase finale.
| Équipe nationale | Mode de qualification | Nombre de participations | Meilleure performance  |
| ---------------- | --------------------- | ------------------------ | ---------------------- |
| Espagne T        | vainqueur du groupe C | 3 (1996, 1999, 2001)     | vainqueur (1996, 2001) |
| Russie           | vainqueur du groupe A | 3 (1996, 1999, 2001)     | vainqueur (1999)       |
| Italie           | hôte                  | 3 (1996, 1999, 2001)     |                        |
| Ukraine          | vainqueur du groupe G | 2 (1996, 2001)           | finaliste (2001)       |
| Belgique         | vainqueur du groupe B | 2 (1996, 1999)           | troisième (1996)       |
| Portugal         | vainqueur du groupe E | 1 (1999)                 | groupe (1999)          |
| Tchéquie         | vainqueur du groupe F | 1 (2001)                 | groupe (2001)          |
| Slovénie         | vainqueur du groupe D | 0 (début)                | -                      |

Les trois précédents vainqueurs se qualifient tous pour la phase finale. Seule la Slovénie dispute sa première compétition.

## Phase de groupes

### Groupe A
Comme en 2001, les Transalpins atteignent les demi-finales après trois victoires dans leur groupe, face à la Russie, à la République tchèque et à la Slovénie.
| Équipe   | Pts | MJ | V | N | D | Bp | Bc | Diff. |
| -------- | --- | -- | - | - | - | -- | -- | ----- |
| Italie   | 9   | 3  | 3 | 0 | 0 | 8  | 2  | +6    |
| Tchéquie | 6   | 3  | 2 | 0 | 1 | 11 | 9  | +2    |
| Russie   | 3   | 3  | 1 | 0 | 2 | 5  | 6  | -1    |
| Slovénie | 0   | 3  | 0 | 0 | 3 | 7  | 14 | -7    |

| 17 février 2003 | Tchéquie                | 2 - 1 | Russie | | |
| 18:00 CET       | Dlouhý 25e · Blažej 39e | (0-0) | Ivanov | Palazzetto dello Sport, Aversa Arbitrage : Victor van Helvoirt & Zbigniew Kosmala Arbitres assistants : * 3e arbitre : António Cardoso * chronométreur : Patrick Willemarck | Palazzetto dello Sport, Aversa Arbitrage : Victor van Helvoirt & Zbigniew Kosmala Arbitres assistants : * 3e arbitre : António Cardoso * chronométreur : Patrick Willemarck |
| 18:00 CET       | rapport                 |       |        | Palazzetto dello Sport, Aversa Arbitrage : Victor van Helvoirt & Zbigniew Kosmala Arbitres assistants : * 3e arbitre : António Cardoso * chronométreur : Patrick Willemarck | Palazzetto dello Sport, Aversa Arbitrage : Victor van Helvoirt & Zbigniew Kosmala Arbitres assistants : * 3e arbitre : António Cardoso * chronométreur : Patrick Willemarck |

| 17 février 2003 | Italie                         | 2 - 1 | Slovénie  | | |
| 21:15 CET       | Vicentini 6e · Montovaneli 12e | (2-1) | 5e Džafić | Palazzetto dello Sport, Aversa Arbitrage : Andreas Demetriou & Patrick Willemarck Arbitres assistants : * 3e arbitre : Zbigniew Kosmala * chronométreur : Pedro Galán | Palazzetto dello Sport, Aversa Arbitrage : Andreas Demetriou & Patrick Willemarck Arbitres assistants : * 3e arbitre : Zbigniew Kosmala * chronométreur : Pedro Galán |
| 21:15 CET       | rapport                        |       |           | Palazzetto dello Sport, Aversa Arbitrage : Andreas Demetriou & Patrick Willemarck Arbitres assistants : * 3e arbitre : Zbigniew Kosmala * chronométreur : Pedro Galán | Palazzetto dello Sport, Aversa Arbitrage : Andreas Demetriou & Patrick Willemarck Arbitres assistants : * 3e arbitre : Zbigniew Kosmala * chronométreur : Pedro Galán |

| 18 février 2003 | Slovénie                    | 3 - 4 | Russie                                                 |                                                                                    |                                                                                    |
| 18:00 CET       | Džafić 32e · Horvat 33e 40e | (0-1) | 15e Nikolaev · 27e Gorin · 30e Malyšev · 38e Grigoriev | PalaMaggiò, Caserta Arbitrage : António Cardoso Arbitres assistants : Károly Török | PalaMaggiò, Caserta Arbitrage : António Cardoso Arbitres assistants : Károly Török |
| 18:00 CET       | rapport                     |       |                                                        | PalaMaggiò, Caserta Arbitrage : António Cardoso Arbitres assistants : Károly Török | PalaMaggiò, Caserta Arbitrage : António Cardoso Arbitres assistants : Károly Török |

| 18 février 2003 | Italie                                                         | 5 - 1 | Tchéquie  |                                                                                       |                                                                                       |
| 21:00 CET       | Moratelli 9e · Ippoliti 15e · Bacaro 18e 31e · Montovaneli 36e | (3-1) | 4e Blažej | PalaMaggiò, Caserta Arbitrage : Pedro Galán Arbitres assistants : Victor van Helvoirt | PalaMaggiò, Caserta Arbitrage : Pedro Galán Arbitres assistants : Victor van Helvoirt |
| 21:00 CET       | rapport                                                        |       |           | PalaMaggiò, Caserta Arbitrage : Pedro Galán Arbitres assistants : Victor van Helvoirt | PalaMaggiò, Caserta Arbitrage : Pedro Galán Arbitres assistants : Victor van Helvoirt |

| 20 février 2003 | Russie  | 0 - 1 | Italie     | | |
| 21:00 CET       |         | (0-0) | 39e Foglia | Palazzetto dello Sport, Aversa Arbitrage : Patrick Willemarck & Pedro Galán Arbitres assistants : * 3e arbitre : Ivan Novak * chronométreur : Andreas Demetriou | Palazzetto dello Sport, Aversa Arbitrage : Patrick Willemarck & Pedro Galán Arbitres assistants : * 3e arbitre : Ivan Novak * chronométreur : Andreas Demetriou |
| 21:00 CET       | rapport |       |            | Palazzetto dello Sport, Aversa Arbitrage : Patrick Willemarck & Pedro Galán Arbitres assistants : * 3e arbitre : Ivan Novak * chronométreur : Andreas Demetriou | Palazzetto dello Sport, Aversa Arbitrage : Patrick Willemarck & Pedro Galán Arbitres assistants : * 3e arbitre : Ivan Novak * chronométreur : Andreas Demetriou |

| 20 février 2003 | Slovénie                        | 3 - 8 | Tchéquie                                                                  |                                                                |                                                                |
| 21:00 CET       | Horvat 11e 33e · Lakoseljac 31e | (1-3) | 7e 28e Dlouhý · 8e 38e Sluka · 16e Blažej · 30e Musial · 37e 37e M. Mareš | PalaMaggiò, Caserta Arbitrage : Jyrki Filppu & António Cardoso | PalaMaggiò, Caserta Arbitrage : Jyrki Filppu & António Cardoso |
| 21:00 CET       | rapport                         |       |                                                                           | PalaMaggiò, Caserta Arbitrage : Jyrki Filppu & António Cardoso | PalaMaggiò, Caserta Arbitrage : Jyrki Filppu & António Cardoso |

### Groupe B
L'Ukraine et l'Espagne se sortent du Groupe B, aux dépens du Portugal et de la Belgique.
| Équipe    | Pts | MJ | V | N | D | Bp | Bc | Diff. |
| --------- | --- | -- | - | - | - | -- | -- | ----- |
| Ukraine   | 6   | 3  | 2 | 0 | 1 | 14 | 9  | +5    |
| Espagne T | 5   | 3  | 1 | 2 | 0 | 7  | 4  | +3    |
| Portugal  | 4   | 3  | 1 | 1 | 1 | 10 | 12 | -2    |
| Belgique  | 1   | 3  | 0 | 1 | 2 | 5  | 11 | -6    |

| 17 février 2003 | Belgique                | 2 - 7 | Ukraine                                                                               |                     |                     |
| 16:30 CET       | Bachar 36e · Harram 39e | (0-2) | 9e Pylypiv · 10e 24e Kosenko · 27e Koridze · 34e Dejnega · 36e Moskvyčov · 37e Kudlaj | PalaMaggiò, Caserta | PalaMaggiò, Caserta |
| 16:30 CET       | rapport                 |       |                                                                                       | PalaMaggiò, Caserta | PalaMaggiò, Caserta |

| 17 février 2003 | Espagne                           | 3 - 3 | Portugal                          |                                                                                               |                                                                                               |
| 19:30 CET       | García 3e · Cobeta 18e · Orol 37e | (2-0) | 21e Lima · 22e Borges · 32e Costa | PalaMaggiò, Caserta Arbitrage : Anton Averianov & Jyrki Filppu Quatrième arbitre : Radek Lobo | PalaMaggiò, Caserta Arbitrage : Anton Averianov & Jyrki Filppu Quatrième arbitre : Radek Lobo |
| 19:30 CET       | rapport                           |       |                                   | PalaMaggiò, Caserta Arbitrage : Anton Averianov & Jyrki Filppu Quatrième arbitre : Radek Lobo | PalaMaggiò, Caserta Arbitrage : Anton Averianov & Jyrki Filppu Quatrième arbitre : Radek Lobo |

| 18 février 2003 | Espagne     | 1 - 1 | Belgique      | | |
| 16:30 CET       | Redondo 39e | (0-1) | 15e El Haoual | Palazzetto dello Sport, Aversa Arbitrage : Zbigniew Kosmala & Andreas Demetriou Arbitres assistants : * 3e arbitre : Anton Averianov * chronométreur : Radek Lobo | Palazzetto dello Sport, Aversa Arbitrage : Zbigniew Kosmala & Andreas Demetriou Arbitres assistants : * 3e arbitre : Anton Averianov * chronométreur : Radek Lobo |
| 16:30 CET       | rapport     |       |               | Palazzetto dello Sport, Aversa Arbitrage : Zbigniew Kosmala & Andreas Demetriou Arbitres assistants : * 3e arbitre : Anton Averianov * chronométreur : Radek Lobo | Palazzetto dello Sport, Aversa Arbitrage : Zbigniew Kosmala & Andreas Demetriou Arbitres assistants : * 3e arbitre : Anton Averianov * chronométreur : Radek Lobo |

| 18 février 2003 | Portugal                     | 4 - 7 | Ukraine                                       | | |
| 19:30 CET       | Lima 3e 31e 38e · Borges 17e | (2-4) | 10e 15e 16e 28e 37e Koridze · 15e 21e Kosenko | Palazzetto dello Sport, Aversa Arbitrage : Ivan Novak & Anton Averianov Arbitres assistants : * 3e arbitre : Andreas Demetriou * chronométreur : Massimo Cumbo | Palazzetto dello Sport, Aversa Arbitrage : Ivan Novak & Anton Averianov Arbitres assistants : * 3e arbitre : Andreas Demetriou * chronométreur : Massimo Cumbo |
| 19:30 CET       | rapport                      |       |                                               | Palazzetto dello Sport, Aversa Arbitrage : Ivan Novak & Anton Averianov Arbitres assistants : * 3e arbitre : Andreas Demetriou * chronométreur : Massimo Cumbo | Palazzetto dello Sport, Aversa Arbitrage : Ivan Novak & Anton Averianov Arbitres assistants : * 3e arbitre : Andreas Demetriou * chronométreur : Massimo Cumbo |

| 20 février 2003 | Ukraine | 0 - 3 | Espagne                    | | |
| 18:30 CET       |         | (0-3) | 10e 19e Boned · 16e García | Palazzetto dello Sport, Aversa Arbitrage : Károly Török & Ivan Novak Arbitres assistants : * 3e arbitre : Andreas Demetriou * chronométreur : Zbigniew Kosmala | Palazzetto dello Sport, Aversa Arbitrage : Károly Török & Ivan Novak Arbitres assistants : * 3e arbitre : Andreas Demetriou * chronométreur : Zbigniew Kosmala |
| 18:30 CET       | rapport |       |                            | Palazzetto dello Sport, Aversa Arbitrage : Károly Török & Ivan Novak Arbitres assistants : * 3e arbitre : Andreas Demetriou * chronométreur : Zbigniew Kosmala | Palazzetto dello Sport, Aversa Arbitrage : Károly Török & Ivan Novak Arbitres assistants : * 3e arbitre : Andreas Demetriou * chronométreur : Zbigniew Kosmala |

| 20 février 2003 | Portugal                | 3 - 2 | Belgique           | | |
| 18:30 CET       | Lima 30e · Dias 37e 39e | (0-1) | 6e 28e El Yahiaoui | PalaMaggiò, Caserta Arbitrage : Radek Lobo & Massimo Cumbo Arbitres assistants : * 3e arbitre : Anton Averianov * chronométreur : Victor van Helvoirt | PalaMaggiò, Caserta Arbitrage : Radek Lobo & Massimo Cumbo Arbitres assistants : * 3e arbitre : Anton Averianov * chronométreur : Victor van Helvoirt |
| 18:30 CET       | rapport                 |       |                    | PalaMaggiò, Caserta Arbitrage : Radek Lobo & Massimo Cumbo Arbitres assistants : * 3e arbitre : Anton Averianov * chronométreur : Victor van Helvoirt | PalaMaggiò, Caserta Arbitrage : Radek Lobo & Massimo Cumbo Arbitres assistants : * 3e arbitre : Anton Averianov * chronométreur : Victor van Helvoirt |

## Phase à élimination directe

### Tableau
|  | Demi-finales       | Demi-finales       |        |   | Finale             | Finale             |
|  | Demi-finales       | Demi-finales       |        |   | Finale             | Finale             |
|  |                    |                    |        |   |                    |                    |
|  | 22 février à 19h30 | 22 février à 19h30 |        |   | 24 février à 20h30 | 24 février à 20h30 |
|  | 22 février à 19h30 | 22 février à 19h30 |        |   | 24 février à 20h30 | 24 février à 20h30 |
|  | Italie             | 2                  |        |   | 24 février à 20h30 | 24 février à 20h30 |
|  | Italie             | 2                  |        |   | 24 février à 20h30 | 24 février à 20h30 |
|  | Espagne T          | 1                  |        |   | 24 février à 20h30 | 24 février à 20h30 |
|  | Espagne T          | 1                  | Italie | 1 |                    |                    |
|  | 22 février à 21h30 |                    | Italie | 1 |                    |                    |
|  |                    | Ukraine            | 0      |   |                    |                    |
|  | Ukraine            | Ukraine            | 0      | 5 |                    |                    |
|  | Ukraine            |                    |        | 5 |                    |                    |
|  | Tchéquie           | 1                  |        |   |                    |                    |
|  | Tchéquie           | 1                  |        |   |                    |                    |

### Demi-finales
Dans le dernier carré, l'Italie élimine les tenants du titre espagnols 2-1 pendant que l'Ukraine se défait des Tchèques 5-1.
| 22 février 2003 | Italie         | 2 - 1 | Espagne              | | |
| 19:30           | Foglia 18e 34e | (1-0) | 37e (aut.) Moratelli | PalaMaggiò, Caserta Arbitrage : Ivan Novak & Anton Averianov Arbitres assistants : * 3e arbitre : Jyrki Filppu | PalaMaggiò, Caserta Arbitrage : Ivan Novak & Anton Averianov Arbitres assistants : * 3e arbitre : Jyrki Filppu |
| 19:30           | rapport        |       |                      | PalaMaggiò, Caserta Arbitrage : Ivan Novak & Anton Averianov Arbitres assistants : * 3e arbitre : Jyrki Filppu | PalaMaggiò, Caserta Arbitrage : Ivan Novak & Anton Averianov Arbitres assistants : * 3e arbitre : Jyrki Filppu |

| 22 février 2003 | Ukraine                                                    | 5 - 1 | Tchéquie   | | |
| 21:30           | Kosenko 7e · Moskvyčov 23e 27e · Pylypiv 36e · Koridze 39e | (1-1) | 16e Blazej | PalaMaggiò, Caserta Arbitrage : António Cardoso & Patrick Willemarck Arbitres assistants : * 3e arbitre : Victor van Helvoirt | PalaMaggiò, Caserta Arbitrage : António Cardoso & Patrick Willemarck Arbitres assistants : * 3e arbitre : Victor van Helvoirt |
| 21:30           | rapport                                                    |       |            | PalaMaggiò, Caserta Arbitrage : António Cardoso & Patrick Willemarck Arbitres assistants : * 3e arbitre : Victor van Helvoirt | PalaMaggiò, Caserta Arbitrage : António Cardoso & Patrick Willemarck Arbitres assistants : * 3e arbitre : Victor van Helvoirt |

### Finale
Un but de l'élégant gaucher Vinicius Bacaro libère les milliers de supporteurs à dix minutes de la fin de la finale. C'est le premier titre de champion d'Europe récolté par les Italiens,.
| Titulaires :         |                     |  |
|                      |                     |  |
| 1                    | Gianfranco Angelini |  |
| 2                    | Fernando Grana      |  |
| 4                    | Carlinhos           |  |
| 5                    | Salvatore Zaffiro   |  |
| 6                    | Edgar Bertoni       |  |
|                      |                     |  |
| Remplaçants :        |                     |  |
| 12                   | Marco Ripesi        |  |
| 7                    | Vinícius Bácaro 30e |  |
| 8                    | Andrè Vicentini     |  |
| 13                   | Rodrigo Rocha       |  |
| 14                   | Marcio Moratelli    |  |
| 11                   | Dudù Morgado        |  |
| 10                   | Adriano Foglia      |  |
|                      |                     |  |
| Sélectionneur :      |                     |  |
| Alessandro Nuccorini |                     |  |

| Titulaires :         |                     |  |
|                      |                     |  |
| 1                    | Aleksey Popov       |  |
| 2                    | Oleh Shaytanov      |  |
| 5                    | Oleg Bezuglyy       |  |
| 4                    | Serhiy Koridze      |  |
| 3                    | Sergei Sytin        |  |
|                      |                     |  |
| Remplaçants :        |                     |  |
| 12                   | Vladyslav Kornyeyev |  |
| 6                    | Olexiy Kudlay       |  |
| 7                    | Heorhij Melnikov    |  |
| 8                    | Oleksandr Kosenko   |  |
| 9                    | Volodymyr Deynega   |  |
| 10                   | Ihor Moskvycov      |  |
| 11                   | Fedir Pylypiv       |  |
|                      |                     |  |
| Sélectionneur :      |                     |  |
| Gennadi Lyssentchouk |                     |  |

| Titulaires :         |                     |  |
|                      |                     |  |
| 1                    | Gianfranco Angelini |  |
| 2                    | Fernando Grana      |  |
| 4                    | Carlinhos           |  |
| 5                    | Salvatore Zaffiro   |  |
| 6                    | Edgar Bertoni       |  |
|                      |                     |  |
| Remplaçants :        |                     |  |
| 12                   | Marco Ripesi        |  |
| 7                    | Vinícius Bácaro 30e |  |
| 8                    | Andrè Vicentini     |  |
| 13                   | Rodrigo Rocha       |  |
| 14                   | Marcio Moratelli    |  |
| 11                   | Dudù Morgado        |  |
| 10                   | Adriano Foglia      |  |
|                      |                     |  |
| Sélectionneur :      |                     |  |
| Alessandro Nuccorini |                     |  |

| Titulaires :         |                     |  |
|                      |                     |  |
| 1                    | Aleksey Popov       |  |
| 2                    | Oleh Shaytanov      |  |
| 5                    | Oleg Bezuglyy       |  |
| 4                    | Serhiy Koridze      |  |
| 3                    | Sergei Sytin        |  |
|                      |                     |  |
| Remplaçants :        |                     |  |
| 12                   | Vladyslav Kornyeyev |  |
| 6                    | Olexiy Kudlay       |  |
| 7                    | Heorhij Melnikov    |  |
| 8                    | Oleksandr Kosenko   |  |
| 9                    | Volodymyr Deynega   |  |
| 10                   | Ihor Moskvycov      |  |
| 11                   | Fedir Pylypiv       |  |
|                      |                     |  |
| Sélectionneur :      |                     |  |
| Gennadi Lyssentchouk |                     |  |

## Classements et récompense

### Classement final
| Rang            | Équipe    | Pts    | MJ | V | N | D | Bp | Bc | Diff. |
| --------------- | --------- | ------ | -- | - | - | - | -- | -- | ----- |
| champion        | Italie    | 15 pts | 5  | 5 | - | - | 11 | 3  | +8    |
| finaliste       | Ukraine   | 9 pts  | 5  | 3 | - | 2 | 19 | 11 | +8    |
| demi-finalistes | Tchéquie  | 6 pts  | 4  | 2 | - | 2 | 12 | 14 | -2    |
| demi-finalistes | Espagne T | 5 pts  | 4  | 1 | 2 | 1 | 8  | 6  | +1    |
| 5e              | Portugal  | 4 pts  | 3  | 1 | 1 | 1 | 10 | 12 | -2    |
| 6e              | Russie    | 3 pts  | 3  | 1 | - | 2 | 5  | 6  | -1    |
| 7e              | Belgique  | 1 pt   | 3  | - | 1 | 2 | 5  | 11 | -6    |
| 8e              | Slovénie  | 0 pt   | 3  | - | - | 3 | 7  | 14 | -7    |

### Meilleurs buteurs
| Rang | Nom               | Buts |
| ---- | ----------------- | ---- |
| 1    | Serhiy Koridze    | 7    |
| 2    | André Lima        | 5    |
| -    | Oleksandr Kosenko | 5    |

### Meilleur joueur
Vinicius Bacaro est nommé Golden player (joueur d'or) de l'Euro 2003. Né à Sao Paulo, Vinicius Bacaro arrive en Italie puis se fait naturaliser italien. La phase finale de 2003 marque ses débuts sur la scène internationale. Bacaro brille contre la Slovénie (victoire 2-1) et face à la République tchèque (succès 5-1), marquant notamment un doublé contre cette dernière. Gaucher, Bacaro marque le seul but de la finale à la demi-heure de jeu sur coup franc à ras de terre devant 6 000 spectateurs.
L'année suivante, il aide l'Italie à atteindre la finale de la Coupe du monde en marquant trois fois en demi-finale face à l'Argentine. Même si les Azzurri s'inclinent en finale, Bacaro obtient le Ballon de bronze qui récompense le troisième meilleur joueur.